# Estadio Tres de Marzo
Estadio Tres de Marzo – stadion piłkarski w meksykańskim mieście Zapopan, w zespole miejskim Guadalajary, w stanie Jalisco. Obiekt może pomieścić 25 000 widzów, a swoje mecze rozgrywa na nim drużyna Tecos UAG.
Stadion został wzniesiony w 1971 roku na terenie kampusu uczelni Universidad Autónoma de Guadalajara (UAG) jako domowy obiekt klubu Tecos UAG, występującego wówczas w trzeciej lidze meksykańskiej. Początkowo mógł pomieścić 3000 widzów, jednak już w 1973 roku, po awansie Tecos do drugiej ligi, pojemność powiększono do 15 000 miejsc, aby spełnić ówczesne wymogi licencyjne Meksykańskiego Związku Piłki Nożnej. W tym celu dobudowano dwie betonowe trybuny – wschodnią i zachodnią. Drugą modernizację arena przeszła w 1975 roku – wówczas drużyna Tecos awansowała na najwyższy szczebel rozgrywek, wskutek czego pojemność stadionu należało zwiększyć po raz kolejny, tym razem do 22 000 miejsc. Pierwszy mecz pierwszoligowy na Tres de Marzo rozegrano 5 listopada 1975, kiedy to gospodarze przegrali z Tolucą 0:2, a premierowego gola zdobył zawodnik gości Víctor Estrada.
Kolejne prace miały miejsce kilka lat później, gdy ogłoszono, że obiekt będzie jedną z aren Mistrzostw Świata 1986. Wymaganą pojemność, mogącą pomieścić 30 015 kibiców, osiągnięto poprzez zorganizowanie nowych miejsc stojących. Na Tres de Marzo odbyły się trzy spotkania tamtych mistrzostw świata, wszystkie w fazie grupowej (Irlandia Płn 1–1 Algieria, Hiszpania 2–1 Irlandia Płn, Maroko 3–1 Portugalia). W 1999 zmniejszono pojemność stadionu do obecnej postaci 25 000 miejsc, a także zamontowano nową murawę i system drenażowy. W 2000 na obiekcie odbyły się spotkania pierwszej rundy północnoamerykańskich kwalifikacji do Igrzysk Olimpijskich w Sydney, a w 2004 roku całość eliminacji CONCACAF do Igrzysk Olimpijskich w Atenach. W 2009 roku arena została poddana gruntownej renowacji, związanej ze zmianą wizerunku drużyny Tecos (m.in. herbu, barw klubowych). Na stadionie, oprócz meczów piłkarskich, odbywają się również koncerty muzyczne – występowali tam wykonawcy tacy jak Shakira, Roger Waters, Metallica, Coldplay, Jonas Brothers, Lady Gaga i Britney Spears.
Nazwa stadionu, "Tres de Marzo" lub "3 de Marzo" ("Trzeci Marca"), nawiązuje do daty założenia uniwersytetu UAG (3 marca 1935). Prezydent FIFA, Sepp Blatter, określił obiekt jako posiadający najlepszą murawę w Meksyku i jedną z najbardziej funkcjonalnych aren piłkarskich na świecie.